# Hán Vũ Động minh ký
Động minh ký (chữ Hán: 洞冥記) tên đầy đủ là Hán Vũ Động minh ký (漢武洞冥記) gồm bốn quyển do Quách Hiến đời Hậu Hán soạn.
Có thuyết nói Quách Phác soạn Động minh ký. Cựu Đường thư – Kinh tịch chí thì ghi tác giả là Quách Hiến. Động minh ký chuyên ghi chép chuyện đạo thuật thần tiên cùng những sự việc quái lạ ở phương xa, và nội dung quá sức hoang đường chẳng hạn như Hi Hòa, Quạ ba chân hầu hết đều được hậu thế sử dụng và trích dẫn. Còn về tên gọi Động minh ký thì trong sách có lời tựa như sau: "Hán Vũ Đế là một vị vua thông minh tuấn tú đặc biệt khác thường, Đông Phương Sóc nhân thế nói khôi hài hoạt kê để uốn nắn can ngăn, mong động lòng ông, thông suốt đạo giáo, để cho những lẽ u minh, tăm tối được sáng sủa rõ ràng ra, nay dựa theo những điều sử cũ không chép để thêm kiến văn, soạn ra Động minh ký bốn quyển, thành sách của một nhà".